# Point de condensation (mathématiques)
Ne doit pas être confondu avec Point d'ébullition.
En mathématiques, plus précisément en topologie générale, un point de condensation est un type de point encore plus spécifique que le point d’accumulation.

## Définition
Un point p d’un sous-ensemble S d’un espace topologique est un point de condensation si et seulement si tout voisinage ouvert de p est infini indénombrable.
Autrement dit, la notion de point de condensation est synonyme de celle d’{\displaystyle \aleph _{1}}-point d’accumulation.

## Exemples
- Si S est l’intervalle ouvert ]0, 1[ de ℝ, alors 0 est un point de condensation de S.
- Si S est un sous-ensemble indénombrable d’un ensemble X muni de la topologie grossière, alors tout point p de X est un point de condensation de X puisque le seul voisinage ouvert de p est X lui-même.